# Wanderbund
Wanderbund (pol. związek wędrowny) – luźny związek organizacji turystycznych (początkowo młodzieżowych) działających w przedwojennym województwie śląskim. W jego skład wchodziły towarzystwa Wandervogel (pl. wędrowny ptak) z polskiego Górnego Śląska.
Pierwsze Wandervogel powstały w 1896 w II Rzeszy – były to grupy organizowane na wzór skautowski, których celem miało być upowszechnianie patriotyczne poprzez krajoznawstwo, budowanie „nowego państwa młodzieży” i „wspólnoty ludowej” wszystkich Niemców. W 1904 połączyły się Wędrowne ptaki z Rzeszy i Austrii. W 1913 po raz pierwszy pojawiły się na terenie dzisiejszych ziem polskich – w 1913 powstało koło miejscowe Österreichisches Wandervogel w Bielsku, a w 1917 w Cieszynie. Na niemieckim Górnym Śląsku pierwsze koło powstało w 1921.
Po przyłączeniu części Śląska do Polski koła Wędrownych ptaków zaczęły reaktywować swoją działalność i polem do luźnej współpracy był Wanderbund. Nie była to nigdy formalna organizacja – jej celem było głównie wspieranie się w działaniach.
Po I wojnie światowej na Śląsku Cieszyńskim upadło koło w Cieszynie, ale bielskie kontynuowało pracę. Jego działacze powołali sześć sekcji w okolicach Bielska, które stworzyły Schlesischer Wanderbund (pl. Śląski Związek Wędrowny), a od 1925 Bund der Jugend „Wandervogel” Bielitz-Biala (Związek Młodzieży „Wędrowne Ptaki” Bielsko-Biała). W Katowicach ruch odrodził się w 1924 – niemiecką młodzież gimnazjalna zorganizowano w Schlesischer Freischar (Śląski Wolny Hufiec, znana również pod nazwą Schul-Wandervogel), a młodzież kupiecką i rzemieślniczą w Sturmvogel (pl. Oddział Szturmowy) w 1928.
W 1927 Schlesischer Freischar (Schul-Wandervogel) przystąpił do ogólnopolskiego Deutscher Jungmanschaft in Polen, podporządkowanej centrali w Niemczech. Na bazie Sturmvogel powstało w 1932 Oberschlesischer Wanderbund (Górnośląski Związek Wędrowny). 
Po dojściu Hitlera w Rzeszy upadł apolityczny skauting, w 1935 rozwiązaniu uległo Deutsche Jungenschaft in Polen, dlatego organizacje w Polsce zaczęły legalizować swoją działalność jako osobne stowarzyszenia: oprócz Oberschlesischer Wanderbund zarejestrowano Tarnowitzer Wanderbund w Tarnowskich Górach, Verein Wanderner Jugend z Chorzowa i Plesser Jugendgemeinschaft z Pszczyny. 
Od początku lat 30. XX w. następowało szybkie upolitycznianie całego ruchu, głównie przez partie związane z nazistami. Jungdeutsche Partei uzyskało wpływy najpierw w towarzystwie bielskim, a następnie w pozostałych oddziałach. Z tego powodu w 1936 władze polskie rozwiązały Tarnowitzer Wanderbund, natomiast procesy sądowe wytoczono również przeciwko Oberschlesischer Wanderbund. Mimo toczonych procesów organizacja katowicka i pozostałe działały aż do 1939.
Oprócz właściwych „Wędrownych ptaków” istniały również stowarzyszenia przyjaciół Schul-Wandervogel (Eltern- und Freundesrate).
W 1936 istniały w województwie śląskim 23 grupy męskie i żeńskie, skupiające ok. 770 członków.